# شهرستان لناوی (میشیگان)
شهرستان لناوی، میشیگان (به انگلیسی: Lenawee County, Michigan) یک سکونتگاه مسکونی در ایالات متحده آمریکا است که در میشیگان واقع شده‌است.